# Sint-Elisabethkerk (Berlijn)
De Sint-Elisabethkerk (Duits: Sankt Elisabethkirche) is de grootste van de vier Berlijnse voorstadkerken die Karl Friedrich Schinkel in de jaren 30 van de 19e eeuw ontwierp. De kerk werd gewijd aan de heilige Elisabeth en in de jaren 90 van de 20e eeuw grondig gerestaureerd nadat de kerk decennialang als gevolg van de zware beschadigingen in de Tweede Wereldoorlog leeg stond.

## Geschiedenis
Door de snelle groei van Berlijn in de vroege jaren van de 19e eeuw werd de nieuwbouw van meer kerken in de voorsteden noodzakelijk. In opdracht van koning Frederik Willem tekende de architect in 1828 de eerste ontwerpen. Gevraagd werd om eenvoudige, niet dure bouwwerken zonder torens of bijzondere gevels. Van de vier kerken werd de Elisabethkerk aan de Invalidenstraße met plaats voor 1.200 personen de grootste en verhoudingsgewijs het meest pretentieuze kerkgebouw. De bouw van de Elisabethkerk duurde van 1832 tot 1834. Op 28 juni 1835 werd het gebouw ingewijd in aanwezigheid van kroonprinses Eliabeth, die vermoedelijk eveneens een rol heeft gespeeld bij de keus voor het patrocinium van de kerk.
In 1881 werd voor de kerk een stadspark aangelegd.
In de nacht van 8 op 9 maart 1945 werd de Elisabethkerk bij een geallieerde luchtaanval door brandbommen getroffen. Het houten interieur voedde de vlammen rijkelijk en het gebouw brandde geheel uit. Alhoewel er plannen werden gemaakt om het gebouw in vereenvoudigde vorm te herstellen, bleef de kerk de volgende decennia als ruïne staan. Pas na de Duitse hereniging werd er een langzaam begin gemaakt aan herstel. Tegenwoordig heeft de tot de Sophieparochie behorende kerk zowel een sacrale als een veelzijdig culturele bestemming. Er is nog niet besloten of er weer een orgel in de kerk zal worden gebouwd.
Op 24 maart 2009 hield bondspresident Horst Köhler in de nog niet voltooide kerk zijn vierde Berlijnse rede.

## Architectuur
Het eenschepige, rechthoekige gepleisterde gebouw werd in de stijl van de klassieke Griekse architectuur op een grondoppervlak van 28 bij 18 meter gebouwd. Aan de voorzijde bevindt zich een porticus met zes dorische zuilen, het architraaf draagt de woorden "Des Herrn Wort bleibt im Ewigkeit" (vertaling: Het Woord des Heren blijft in Eeuwigheid). De zijmuren zijn door twee rijen rechthoekige vensters ingedeeld. Het koor bezit een halfronde apsis. In 1860 werden aan weerszijden van de apsis een sacristie en doopkapel aangebouwd. Het interieur was oorspronkelijk voor driekwart omzoomd door galerijen van twee verdiepingen. Net als het orgel, het houten cassettenplafond werden ook de galerijen in de laatste wereldoorlog volledig verwoest.

## De andere voorstadkerken van Schinkel
- Oude Nazarethkerk
- Sint-Johanneskerk
- Sint-Pauluskerk

## Afbeeldingen

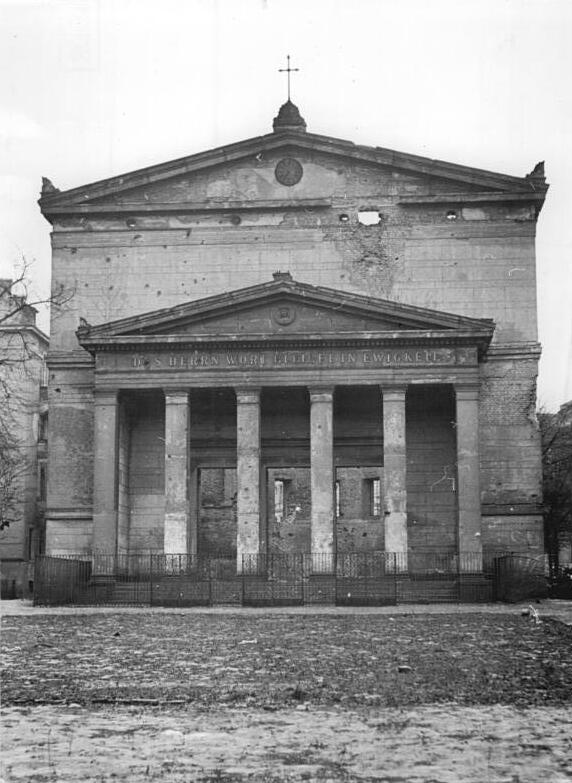
De kerk in 1951
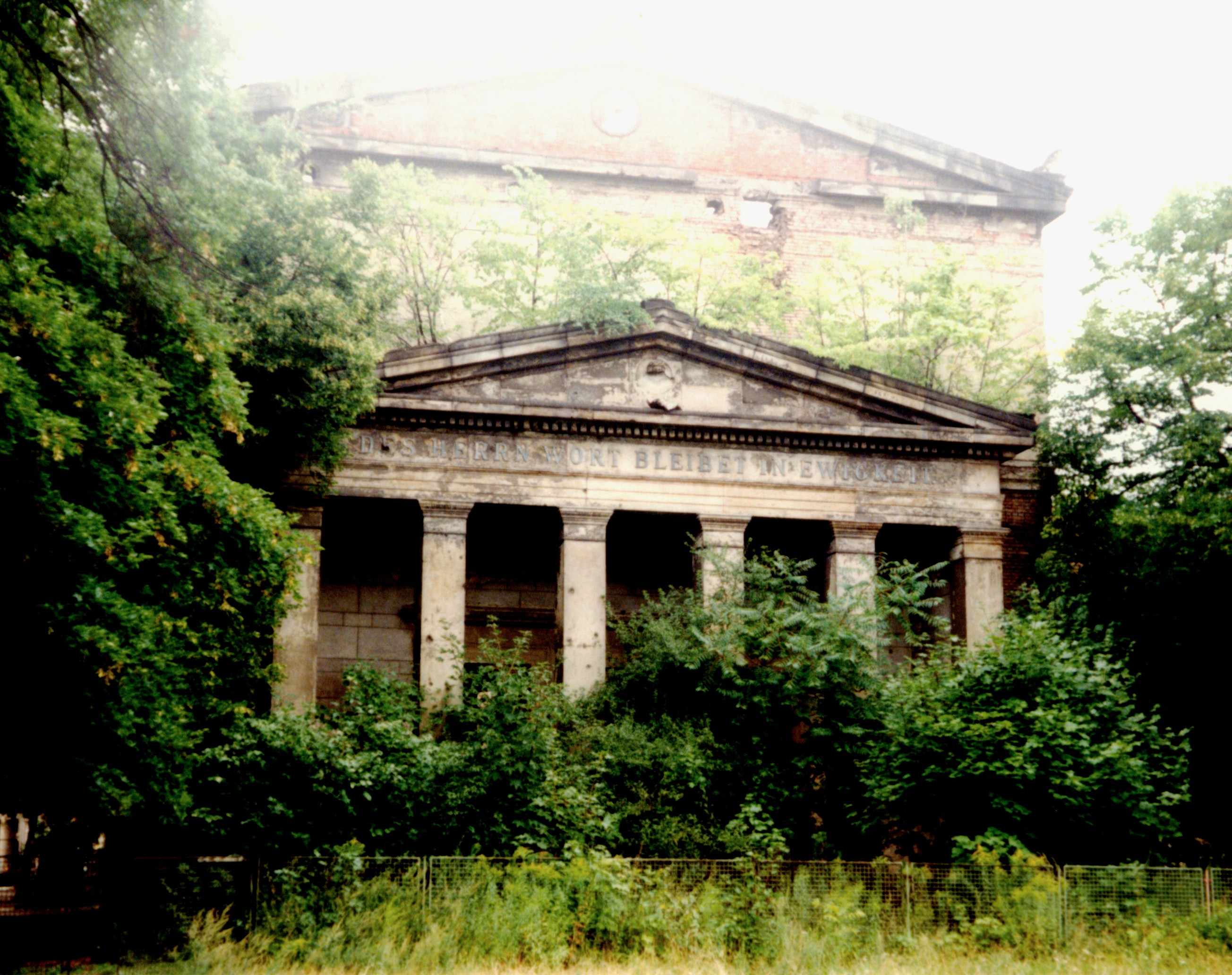
De kerk net voor de aanvang van de restauratie